# Lex Iunia Norbana
Lex Iunia Norbana – rzymska ustawa z 19 n.e. podjęta na wniosek konsulów Marka Juniusza Silanusa Torkwatusa i Lucjusza Norbanusa Balbusa. Nadawała ona wyzwoleńcom wyzwolonym poprzez edykt pretorski wolność prawną, przez co zyskiwali status Latini colonarii (nie otrzymywali rzymskiego obywatelstwa).